# ليون إتيان دوفال
ليون إتيان دوفال (بالفرنسية: Léon-Étienne Duval) ولد بفرنسا في 9 نوفمبر  1903، توفي بالجزائر في 30 ماي 1996. وكان رئيس أساقفة الكنيسة الرومانية الكاثوليكية في الجزائر في الفترة مابين 1954 إلى 1988، تمت ترقيته إلى كاردينال سنة 1965. وشارك في ثورة التحرير الجزائرية.

## روابط خارجية
- ليون إتيان دوفال على موقع مونزينجر (الألمانية)